# Finale de la Coupe des villes de foires 1968-1969
La finale de la Coupe des villes de foires 1968-1969 est la 11e finale de la Coupe des villes de foires. Elle prend la forme d'une double confrontation aller-retour prenant place le 29 mai et le 11 juin 1969, respectivement au St James' Park de Newcastle, en Angleterre, et au stade Megyeri út de Budapest, en Hongrie.
Elle oppose l'équipe anglaise de Newcastle United aux Hongrois de l'Újpesti Dózsa. Au terme des deux rencontres, les Novocastrien s'imposent sur le score cumulé de 6 à 2 (3-0 à l'aller, 3-2 au retour) et remportent la Coupe des villes de foires pour la première fois.

## Parcours des finalistes
Note : dans les résultats ci-dessous, le score du finaliste est toujours donné en premier (D : domicile ; E : extérieur).
| Newcastle United    | Newcastle United | Newcastle United | Newcastle United |                     | Újpesti Dózsa    | Újpesti Dózsa | Újpesti Dózsa | Újpesti Dózsa |
| ------------------- | ---------------- | ---------------- | ---------------- | ------------------- | ---------------- | ------------- | ------------- | ------------- |
| Adversaire          | Total            | Aller            | Retour           | Tour                | Adversaire       | Total         | Aller         | Retour        |
| Feyenoord Rotterdam | 4 - 2            | 4 - 0 (D)        | 0 - 2 (E)        | Premier tour        | Spora Luxembourg | Forfait       | Forfait       | Forfait       |
| Sporting CP         | 2 - 1            | 1 - 1 (E)        | 1 - 0 (D)        | Second tour         | Aris Salonique   | 11 - 2        | 2 - 1 (E)     | 9 - 1 (D)     |
| Real Saragosse      | 4E - 4           | 2 - 3 (E)        | 2 - 1 (D)        | Huitièmes de finale | Legia Varsovie   | 3 - 2         | 1 - 0 (E)     | 2 - 2 (D)     |
| Vitória Setúbal     | 6 - 4            | 5 - 1 (D)        | 1 - 3 (E)        | Quarts de finale    | Leeds United     | 3 - 0         | 1 - 0 (E)     | 2 - 0 (D)     |
| Glasgow Rangers     | 2 - 0            | 0 - 0 (E)        | 2 - 0 (D)        | Demi-finales        | Göztepe          | 8 - 1         | 4 - 1 (E)     | 4 - 0 (D)     |

## Matchs

### Match aller
| Titulaires :  |                      |     |
|               |                      |     |
|               | Willie McFaul        |     |
|               | David Craig (en)     |     |
|               | Frank Clark          |     |
|               | Tommy Gibb (en)      |     |
|               | Ollie Burton (en)    |     |
|               | Bobby Moncur         |     |
|               | Jim Scott (en)       |     |
|               | Pop Robson           |     |
|               | Wyn Davies (en)      |     |
|               | Preben Arentoft (en) |     |
|               | Jackie Sinclair      | 75e |
|               |                      |     |
| Remplaçants : |                      |     |
|               | Alan Foggon (en)     | 75e |
|               |                      |     |
| Entraîneur :  |                      |     |
| Joe Harvey    |                      |     |

| Titulaires : |                    |  |
|              |                    |  |
| 1            | Antal Szentmihályi |  |
|              | Benő Káposzta      |  |
|              | Ernő Solymosi      |  |
|              | István Bánkuti     |  |
|              | Ernő Noskó         |  |
|              | Ede Dunai          |  |
|              | László Fazekas     |  |
|              | János Göröcs       |  |
|              | Ferenc Bene        |  |
|              | Antal Dunai        |  |
|              | Sándor Zámbó       |  |
|              |                    |  |
| Entraîneur : |                    |  |
| Lajos Baróti |                    |  |

| Titulaires :  |                      |     |
|               |                      |     |
|               | Willie McFaul        |     |
|               | David Craig (en)     |     |
|               | Frank Clark          |     |
|               | Tommy Gibb (en)      |     |
|               | Ollie Burton (en)    |     |
|               | Bobby Moncur         |     |
|               | Jim Scott (en)       |     |
|               | Pop Robson           |     |
|               | Wyn Davies (en)      |     |
|               | Preben Arentoft (en) |     |
|               | Jackie Sinclair      | 75e |
|               |                      |     |
| Remplaçants : |                      |     |
|               | Alan Foggon (en)     | 75e |
|               |                      |     |
| Entraîneur :  |                      |     |
| Joe Harvey    |                      |     |

| Titulaires : |                    |  |
|              |                    |  |
| 1            | Antal Szentmihályi |  |
|              | Benő Káposzta      |  |
|              | Ernő Solymosi      |  |
|              | István Bánkuti     |  |
|              | Ernő Noskó         |  |
|              | Ede Dunai          |  |
|              | László Fazekas     |  |
|              | János Göröcs       |  |
|              | Ferenc Bene        |  |
|              | Antal Dunai        |  |
|              | Sándor Zámbó       |  |
|              |                    |  |
| Entraîneur : |                    |  |
| Lajos Baróti |                    |  |

### Match retour
| Titulaires : |                    |  |
|              |                    |  |
| 1            | Antal Szentmihályi |  |
|              | Benő Káposzta      |  |
|              | Ernő Solymosi      |  |
|              | István Bánkuti     |  |
|              | Ernő Noskó         |  |
|              | Ede Dunai          |  |
|              | László Fazekas     |  |
|              | János Göröcs       |  |
|              | Ferenc Bene        |  |
|              | Antal Dunai        |  |
|              | Sándor Zámbó       |  |
|              |                    |  |
| Entraîneur : |                    |  |
| Lajos Baróti |                    |  |

| Titulaires :  |                      |     |
|               |                      |     |
|               | Willie McFaul        |     |
|               | David Craig (en)     |     |
|               | Frank Clark          |     |
|               | Tommy Gibb (en)      |     |
|               | Ollie Burton (en)    |     |
|               | Bobby Moncur         |     |
|               | Jim Scott (en)       | 73e |
|               | Pop Robson           |     |
|               | Wyn Davies (en)      |     |
|               | Preben Arentoft (en) |     |
|               | Jackie Sinclair      |     |
|               |                      |     |
| Remplaçants : |                      |     |
|               | Alan Foggon (en)     | 73e |
|               |                      |     |
| Entraîneur :  |                      |     |
| Joe Harvey    |                      |     |

| Titulaires : |                    |  |
|              |                    |  |
| 1            | Antal Szentmihályi |  |
|              | Benő Káposzta      |  |
|              | Ernő Solymosi      |  |
|              | István Bánkuti     |  |
|              | Ernő Noskó         |  |
|              | Ede Dunai          |  |
|              | László Fazekas     |  |
|              | János Göröcs       |  |
|              | Ferenc Bene        |  |
|              | Antal Dunai        |  |
|              | Sándor Zámbó       |  |
|              |                    |  |
| Entraîneur : |                    |  |
| Lajos Baróti |                    |  |

| Titulaires :  |                      |     |
|               |                      |     |
|               | Willie McFaul        |     |
|               | David Craig (en)     |     |
|               | Frank Clark          |     |
|               | Tommy Gibb (en)      |     |
|               | Ollie Burton (en)    |     |
|               | Bobby Moncur         |     |
|               | Jim Scott (en)       | 73e |
|               | Pop Robson           |     |
|               | Wyn Davies (en)      |     |
|               | Preben Arentoft (en) |     |
|               | Jackie Sinclair      |     |
|               |                      |     |
| Remplaçants : |                      |     |
|               | Alan Foggon (en)     | 73e |
|               |                      |     |
| Entraîneur :  |                      |     |
| Joe Harvey    |                      |     |